# 汪東興
汪 東興（おう とうこう、ワン・ドンシン、1916年1月9日 - 2015年8月21日）は、中華人民共和国の政治家。長年毛沢東の警備責任を務め、毛の死後は華国鋒と協力して「四人組」逮捕に貢献。中国共産党中央委員会副主席、党中央政治局常務委員などを務めた。

## 経歴
貧農の家庭に生まれる。1932年、中国共産主義青年団の団員から中国共産党党員となり、中国工農紅軍（紅軍）に参加。紅軍第二野戦委員の政治委員、八路軍衛生部副主任組織科科長、ベチューン国際和平総委員政治委員などを務め、延安への長征にも参加した。国共内戦時には中央直属隊司令部副参謀長を務める。1947年から毛沢東や周恩来の警護に当たる。
1949年に中華人民共和国が建国されると、政務院秘書庁副主任、公安部副部長、党中央書記処弁公処副処長兼党中央警衛団団長などを歴任。1955年には少将の階級を授与され、中南海内部の警備を掌握した。しかし、1958年には江西省副省長に左遷される。
1960年、公安部副部長として中央に復帰。文化大革命開始の前後より重用され、1965年11月には失脚した楊尚昆の後任として党中央弁公庁主任に任命。中央警衛局党委第一書記、総参謀部警衛局長を兼任。
1969年4月の第9回党大会において党中央委員に選出され、同年4月28日の第9期1中全会で党中央政治局候補委員に選出された。
1973年8月30日の第10期1中全会において党政治局委員に昇格する。文化大革命期、下放されていた鄧小平と毛沢東のパイプ役を担い、鄧小平は手紙で近況を報告した。林彪や四人組には手出しさせずに対応させていたことからも、汪東興が信頼されていたことがうかがえる。
1976年9月に党主席毛沢東が死去すると、華国鋒に協力し、自らが指揮する8341部隊で四人組を逮捕した。その功績により、文革中には彭真、劉少奇、鄧小平、羅瑞卿らの逮捕を命じてきた中、1977年8月19日の第11期1中全会において党副主席・中央政治局常務委員に選出される。毛沢東の遺嘱を受けたとされる華国鋒ら「すべて派」と共に権力を固めたが、1978年に鄧小平が復権すると「すべて派」は次第に劣勢に追い込まれ、第11期3中全会で批判を受け、兼任していた党中央弁公庁主任、8341部隊司令官、同政治委員の職務を解任された。
1980年2月、第11期5中全会において党副主席・中央政治局常務委員を辞任、華国鋒と共に表舞台を退いた。1982年9月の第12回党大会で中央候補委員、1985年から党中央顧問委員会委員を務めた。
2015年8月21日5時28分（中国標準時）、病気のために北京市内の病院で死去した。